# Mříčná
Mříčná é uma comuna checa localizada na região de Liberec, distrito de Semily.